# Marie-Laurence Desclos
Marie-Laurence Desclos (* 17. August 1952) ist eine französische Philosophiehistorikerin auf dem Gebiet der antiken Philosophie.

## Laufbahn
Desclos wurde 1989 an der École des Hautes Études en Sciences Sociales mit einer Dissertation Le philosophe et l’historien. Recherches sur le statut de l’historiographie classique (Hérodote, Thucydide) dans les Dialogues de Platon promoviert; die Jury bestand aus Pierre Aubenque, Jacques Brunschwig, Luc Brisson, Nicole Loraux und Pierre Vidal-Naquet. Die Habilitation à Diriger des Recherches erfolgte 1999 mit einer Dissertation Penser les marges. La sphère des choses humaines dans la philosophie de Platon an der Université Charles-de-Gaulle (Lille 3); die Jury bestand dabei aus Luc Brisson, Giuseppe Cambiano, Michel Crubellier, Pierre Pellegrin und Pierre Vidal-Naquet. Desclos war Professorin für Geschichte der antiken Philosophie an der Universität Pierre Mendès-France Grenoble II. Seit 2017 ist sie dort emeritiert.

## Auszeichnung
Für ihre Monographie Aux marges des dialogues de Platon wurde ihr 2004 von der Association pour l’encouragement des études grecques en France der Prix Zographos zugesprochen.

## Schriften (Auswahl)
- La poésie dramatique comme discours de savoir. Classiques Garnier, Paris 2020.
- Les Dialogues de Platon entre tragédie, comédie et drame satyrique. Jérôme Millon, Grenoble 2020.
- (Hrsg.): La poésie archaïque comme discours de savoir. (Kaïnon – Anthropologie de la pensée ancienne, 12) Classiques Garnier, Paris 2019. – Rezension von Sonia Macrì, in: Bryn Mawr Classical Review 2020.02.17
- mit Francesco Fronterotta: La sagesse « présocratique ». Communication des savoirs en Grèce archaïque : des lieux et des hommes. Armand Colin, Paris 2013.
- mit William W. Fortenbaugh (Hrsg.): Strato of Lampsacus. Text, Translation, and Discussion (Rutgers University Studies in Classical Humanities, vol. XVI). Transaction Publishers, New Brunswick/London 2011.
- Aux marges des dialogues de Platon. Essai d’histoire anthropologique de la philosophie ancienne. Jérôme Millon, Grenoble 2003.
- (Hrsg.): Le rire des Grecs. Anthropologie du rire en Grèce ancienne. Actes du Colloque International de Grenoble, Université Pierre Mendès-France – Grenoble II, 9–12 décembre 1998. Éditions Jérôme Millon, Grenoble 2000. – Rezension von Donald Lateiner, in: Bryn Mawr Classical Review 2002.07.17